# Leafpad
Leafpad (de l'anglès leaf: fulla; pad: llibreta) és un editor de text simple per a sistemes Unix. És l'editor estàndard del l'entorn d'escriptori LXDE. És programari lliure i té llicència GNU GPL. L'editor de texts de l'escriptori XFCE Mousepad es basa en Leafpad.
Les seves principals característiques són el reconeixement automàtic del conjunt de caràcters del codi i la funció de tallar i enganxar text. Les versions més recents versions suporten la impressió.